# Козачинський Олександр Володимирович
Козачи́нський Олекса́ндр Володи́мирович (рос. Козачинский Александр Владимирович, 1903 р., Москва — 1943 р., Новосибірськ) — радянський письменник.

## Біографія
Народився у 1903 році у Москві. Дитинство і юність провів в Одесі, де вчився в гімназії (яку зрештою кинув), працює в міліції та карному розшуку, врешті кидає службу та організовує розбійну банду, потрапляє у в'язницю, звідки виходить по амністії.
У 1925 році повертається до Москви, де працює у редакціях «Економічної газети» і «Гудка» разом з Іллею Ільфом, Євгеном Петровим, Валентином Катаєвим, Юрієм Олешою.
Помер у 1943 році в Новосибірську.

## Творчість
Доля розпорядилася таким чином, що в літературі Козачинський залишився як автор, по суті, одного твору — гостросюжетної повісті «Зелений фургон». Уперше повість побачила світ в альманаху «Рік XXI» (випуск 14-й), потім витримала багато видань в СРСР і в інших країнах. У повісті відображено деякі дійсні епізоди з життя молодого письменника, показані надзвичайні обставини, за яких він затоваришував з письменником Євгеном Петровим, який у творі зображений в образі Володимира Патрикеєва.
Повість «Зелений фургон» двічі екранізувалася на Одеській кіностудії:
- 1959 — художній фільм «Зелений фургон» (реж. Генріх Габай)
- 1983 — за мотивами повісті був знятий двосерійний художній фільм «Зелений фургон» (реж. Олександр Павловський). Продовження телефільму серіал з такою ж назвою.